# Desmopachria glabricula
Desmopachria glabricula är en skalbaggsart som beskrevs av Sharp 1882. Desmopachria glabricula ingår i släktet Desmopachria och familjen dykare. Inga underarter finns listade i Catalogue of Life.